# Lugo-di-Nazza
 Lugo-di-Nazza  là một xã ở tỉnh Haute-Corse trên đảo Corse, Pháp. Xã này có diện tích 25,41 km², dân số năm 1999 là 103 người. Khu vực này có độ cao 420 mét trên mực nước biển.